# Neratius Cerealis

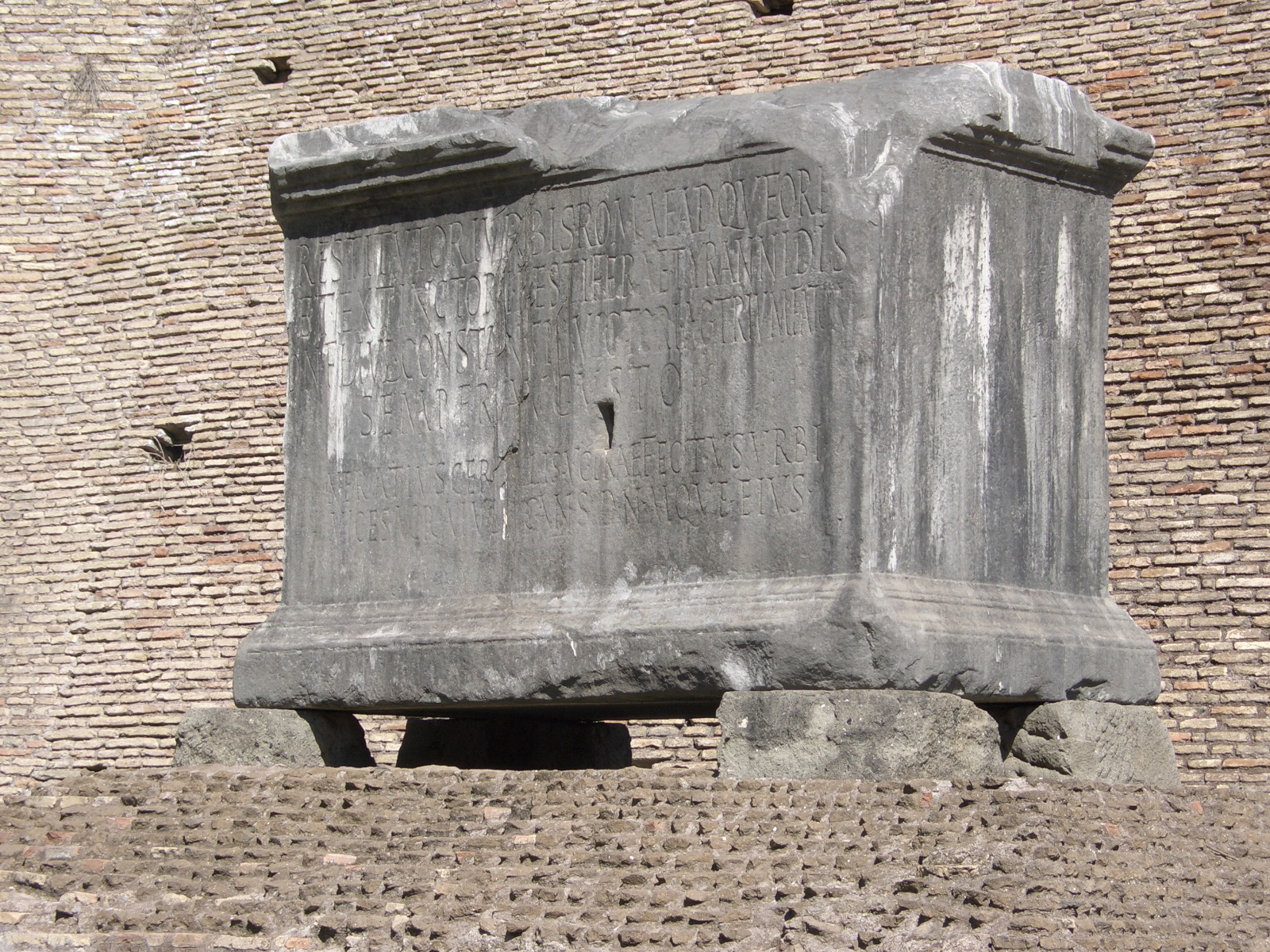
Voetstuk van het standbeeld van keizer Constantius II dat door Neratius Cerealis op het Romeinse Forum (CIL 6 1158) werd opgericht.

Neratius Cerealis (floruit 328 – 358) was een Romeins senator en politicus, Praefectus urbi en consul (in het jaar 358).

## Biografie
Hij was de broer van Galla, de vrouw van Julius Constantius, en halfbroer van Vulcacius Rufinus. Hij had waarschijnlijk een zoon met de naam Neratius Scopius. Hij bezat een balnea op de Esquilijn in Rome, de Balnea Neratii Cerealis, gelegen tussen de kerk gebouwd door Paus Liberius (de moderne Basiliek van Santa Maria Maggiore) en de Basilica van Junius Bassus, misschien was het de domus Neratiorum, in eigendom van de 2e-eeuwse aristocratische familie, waar hij de balnea rond 360 aan toevoegde.
In 328 was hij Praefectus annonae van Rome.